# Chrysopilus sigillatus
Chrysopilus sigillatus är en tvåvingeart som beskrevs av Lindner 1930. Chrysopilus sigillatus ingår i släktet Chrysopilus och familjen snäppflugor.
Artens utbredningsområde är Costa Rica. Inga underarter finns listade i Catalogue of Life.